# Jacob Dunnebier

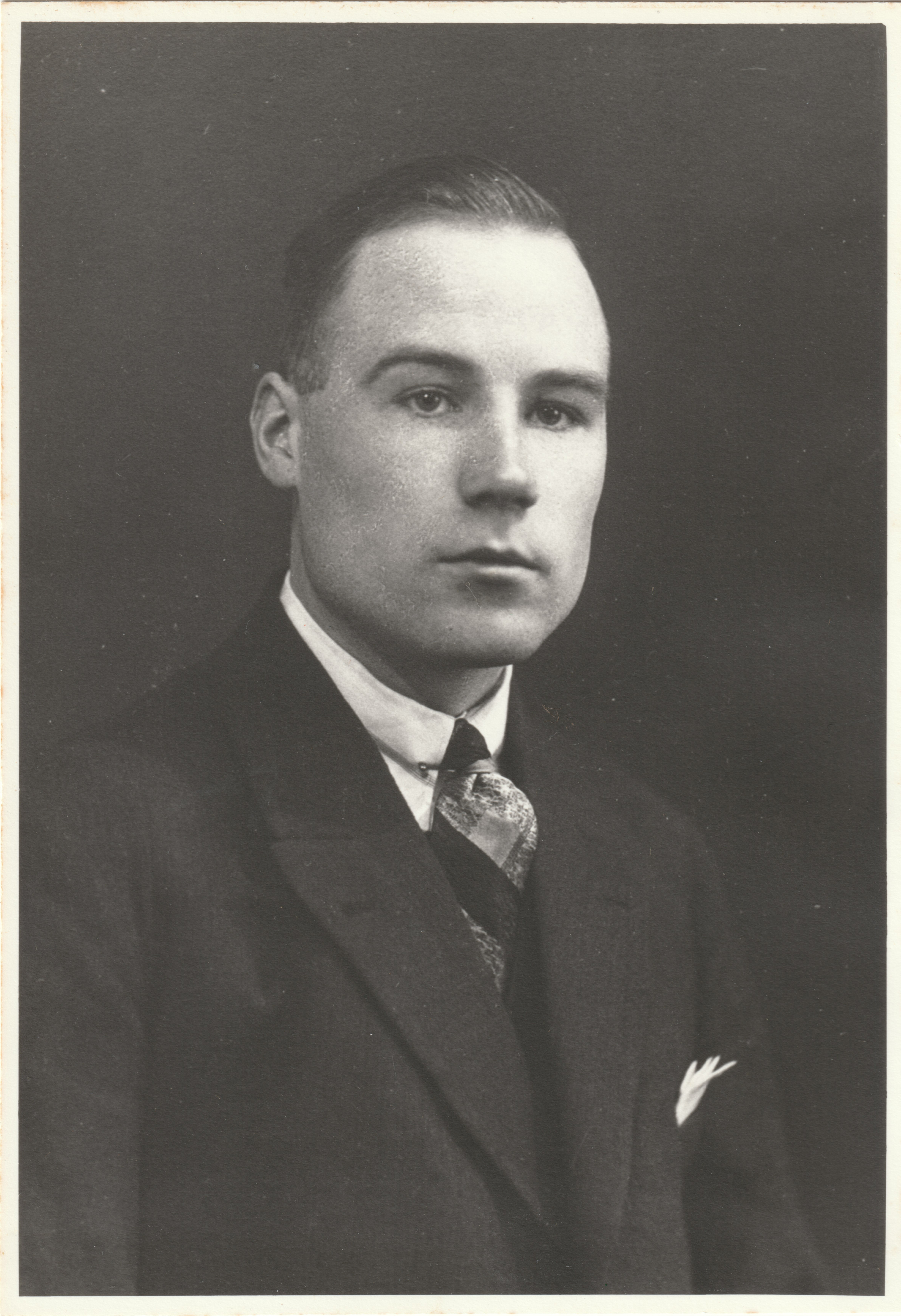
Architect Jacob Dunnebier, jaren 1920. Privéarchief M. Huig

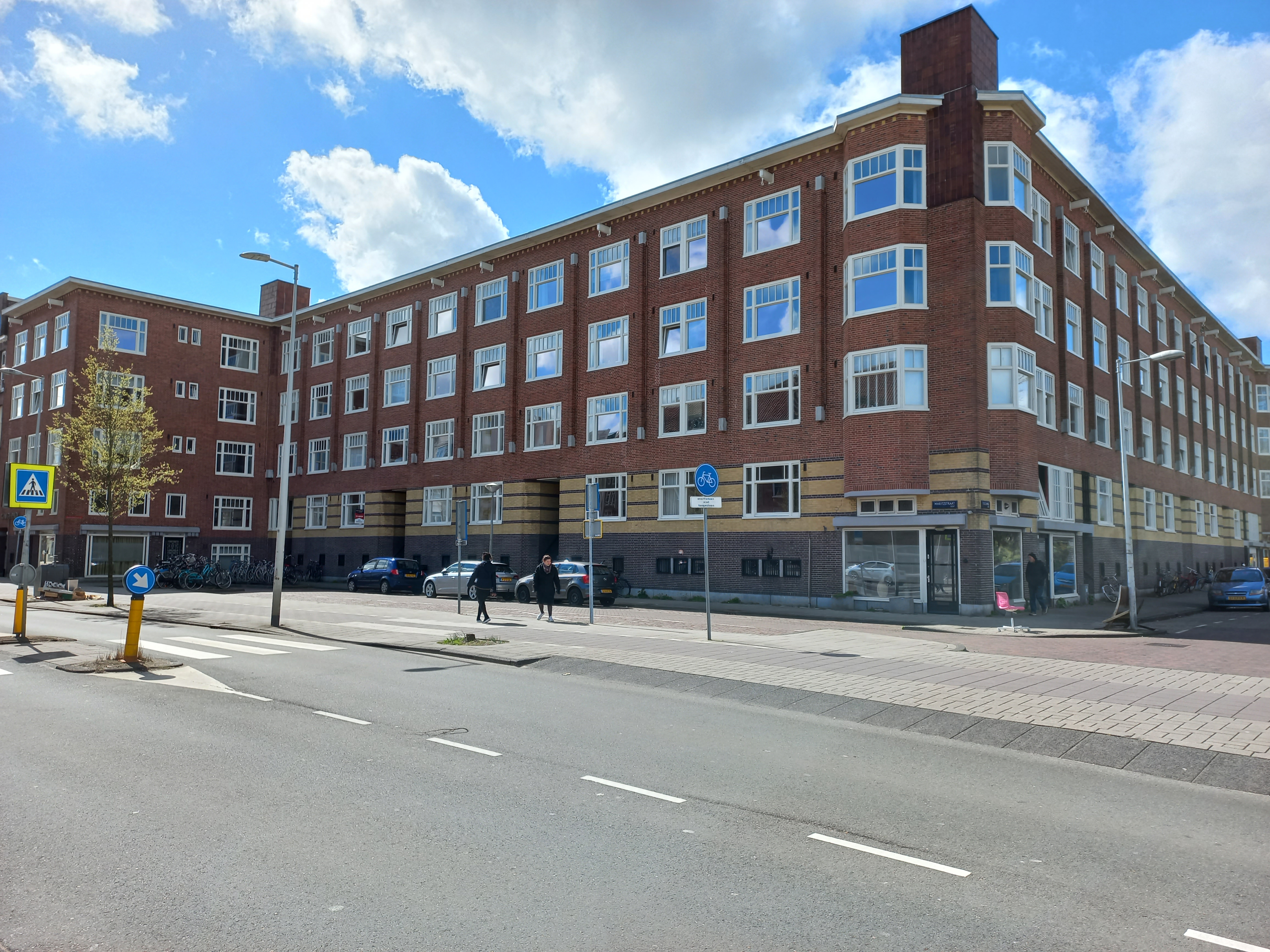
Krugerhof, ontworpen door Jacob Dunnebier en Arend Jan Westerman in 1929.

Jacob Dunnebier (Breukelen, 5 september 1904 – Amsterdam, 11 januari 1988) was een Nederlandse architect.

## Professionele achtergrond
Na zijn studie begon hij zijn eigen bedrijf in Amsterdam. Aan het begin van zijn carrière ontwierp hij veel sociale woningbouwcomplexen, waaronder de Krugerhof (1929), de Geuzenhof (1933/1939) en de Muzenhof (1939). Deze drie woningbouwprojecten werden door de aannemer Huibert van Saane ontwikkeld en gebouwd. Voor de Geuzenhof en de Muzenhof werkte Dunnebier samen met architect Johannes F. Berghoef en tuinarchitecte Mien Ruys.
Voor de Tweede Wereldoorlog ontwierp Dunnebier onder andere voor de HEMA een warenhuisfiliaal in de Linnaeusstraat, dat kenmerken vertoont van de Amsterdamse School en de Nieuwe Zakelijkheid. Tussen 1934 en 1939 realiseerde hij een serie woonhuizen in de Amsterdamse Westerstraat, die in 2006 op de gemeentelijke monumentenlijst zijn geplaatst.
Na de Tweede Wereldoorlog werd hij door de gemeente Amsterdam ingehuurd voor de wederopbouw.

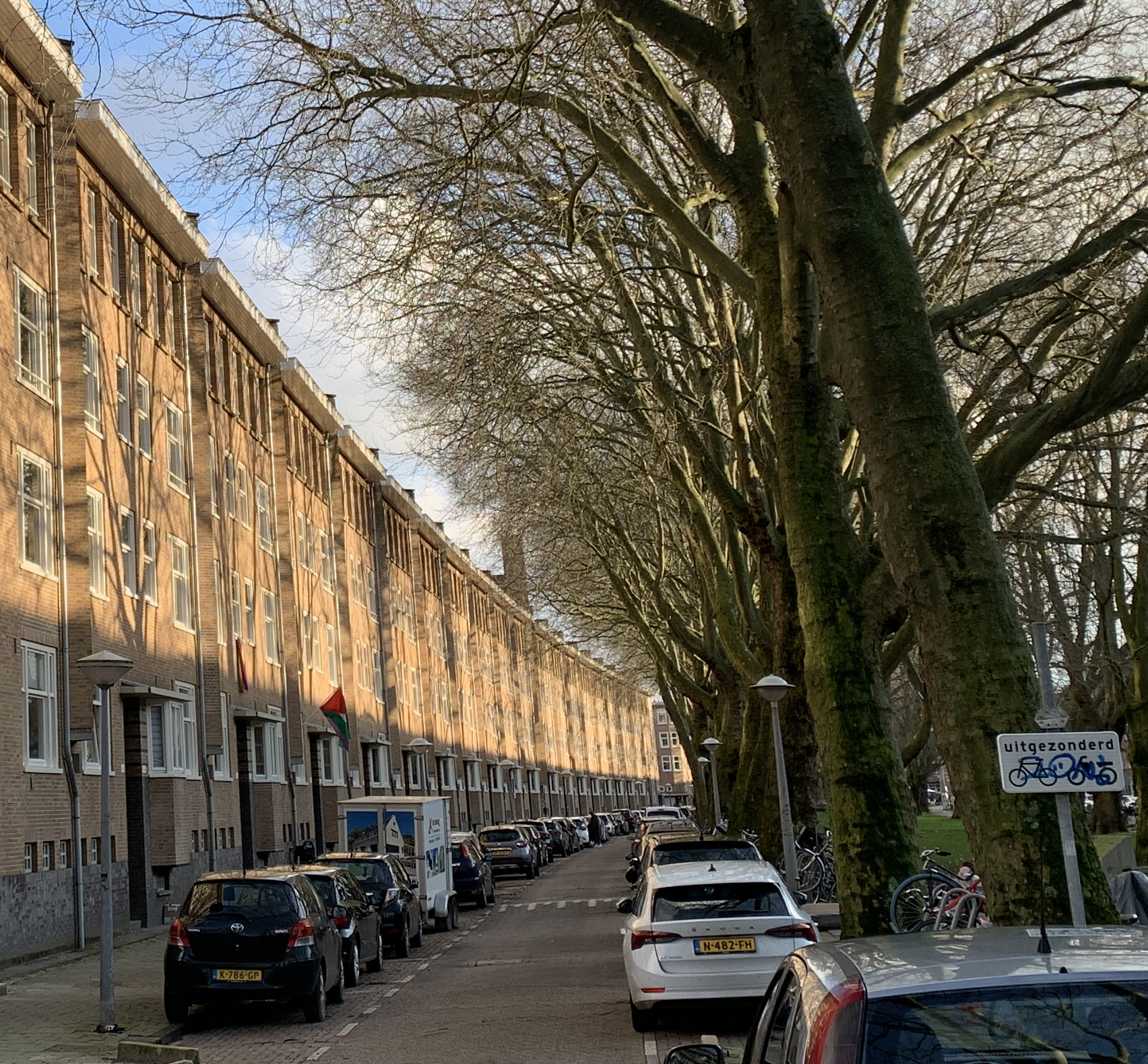
De Geuzenhof in Amsterdam in 2024, ontworpen door Jacob Dunnebier in 1933.

Later ging hij een partnerschap aan met architect Ronstadt, waarin zij zich specialiseerden in de restauratie, renovatie en verbouwing van historische gebouwen. Onder de naam Dunnebier & Ronstadt realiseerde het team de restauratie van een zeventiende-eeuws klooster in Gouda, dat vervolgens werd gebruikt als woonruimte voor jongeren.
In Amsterdam restaureerden ze verschillende monumentale panden aan de Oude Schans, de Leidse Gracht, de Raamstraat en de Egelantiersgracht. In de Amsterdamse Jordaan renoveerden de architecten het zogenaamde Berro-complex en in St. Antoniesluis realiseerden ze de reconstructie van verschillende monumentale panden en het zogenaamde Leprozenpoortje.
Ook ontwierpen ze het congrescentrum Residence in Vinkeveen, bejaardentehuizen in Gouda en sociale woningbouw aan de Lijnbaansgracht en Anjeliersstraat in Amsterdam.